# Jón Jónsson
Jón Ragnar Jónsson, conosciuto come Jón Jónsson (Hafnarfjörður, 30 ottobre 1985), è un cantante ed ex calciatore islandese.

## Biografia
Fratello di Friðrik Dór, Jón Jónsson ha frequentato l'Università di Boston grazie a una borsa di studio. Ha dato vita alla sua carriera musicale nel 2011, anno in cui è stato messo in commercio l'album in studio di debutto Wait for Fate, che è stato il 10º disco più venduto dell'intero anno in Islanda con oltre 3 940 CD venduti, risultando a fine 2012 uno degli album più consumati per un secondo anno consecutivo e aggiungendo al suo totale altri 765 esemplari fisici. L'anno successivo ha firmato un contratto con la Epic dopo essere stato scoperto da Bryant Reid.
Il secondo album in studio, intitolato Heim e uscito nel 2014, ha riscosso un moderato successo, figurando 25º nella classifica annuale con 1 548 copie vendute in suolo islandese. Nel 2016 Your Day ha ottenuto abbastanza passaggi radiofonici e stream su Spotify a livello nazionale tanto da finire al 7º posto della hit parade dei singoli di fine anno. Ha successivamente piazzato quattro brani nella classifica dei brani di maggior successo dell'intero 2018 in Islanda.
Tre anni dopo Ef ástin er hrein, una collaborazione con GDRN, è divenuta la sua prima numero uno nella Tónlistinn, e ha ottenuto una candidatura come cantante dell'anno all'Íslensku tónlistarverðlaunin, il principale riconoscimento musicale nazionale. Nell'ottobre 2021 viene reso disponibile Lengi lifum við, che ha fatto il proprio ingresso al 3º posto nella graduatoria dei dischi.

## Discografia

### Da solista

#### Album in studio
- 2011 – Wait for Fate
- 2014 – Heim
- 2021 – Lengi lifum við

#### Singoli
- 2014 – Ljúft að vera til
- 2015 – Gefðu allt sem þú átt
- 2016 – Your Day
- 2017 – Þegar ég sá þig fyrst
- 2018 – Lost
- 2018 – Dance with Your Heart
- 2018 – Á sama tíma, á sama stað/Heimaey (con Friðrik Dór)
- 2018 – Josefines Song
- 2018 – Með þér
- 2018 – Snjókorn falla
- 2019 – Komið þér sælar
- 2019 – Segðu já
- 2020 – Þegar kemur þú
- 2020 – Dýrka mest
- 2021 – Ef ástin er hrein (con GDRN)
- 2022 – Dansa (feat. Friðrik Dór)
- 2022 – Ég var ekki þar
- 2022 – Jólabróðir (con Friðrik Dór)
- 2023 – Fótbolti úti í eyjum
- 2023 – Hluti af mér
- 2024 – Spilaborg
- 2024 – Sumarlandið (con KK)
- 2025 – Vertu hjá mér (con Una Torfa)

#### Collaborazioni
- 2017 – Like Heaven (September feat. Jón Jónsson)
- 2018 – Helgarfrí (Joey Christ feat. Jon Jonsson)

### IceGuys
- 2024 – 1918